# O warunkach rozwoju sztuki
O warunkach rozwoju sztuki – przemówienie Cypriana Kamila Norwida z 1870 przygotowane na zebranie urządzone na cześć przebywającego w Paryżu Jana Matejki.

## O tekście
Przemówienie zostało przygotowane na zebranie urządzone w Paryżu 25 czerwca 1870 na cześć Jana Matejki, uhonorowanego krzyżem Legii Honorowej z okazji wystawienia na Salonie paryskim obrazu Unia lubelska. Nie wiadomo czy zostało przez poetę wygłoszone. Pewne myśli zawarte w przemówieniu znalazły się wcześniej w artykule Krytycy i artyści. Natomiast zakończenie stanowi swego rodzaju zadośćuczynienie za list do Stanisława Potockiego, niefortunnie upubliczniony przez Józefa Ignacego Kraszewskiego. Tekst ukazał się w tomie F Pism zebranych wydanych nakładem Zenona Przesmyckiego w 1912.

## Treść
Gdyby jakieś wielkie i bogate w dokonania społeczeństwo, otwierające się na obiecującą przyszłość, wzniosło sobie nową stolicę, nie byłoby jak się wydaje lepszych warunków dla rozwoju sztuki. Okoliczności takie zaistniały ponad tysiąc pięćset lat temu, gdy wznoszono Konstantynopol na ruinach Bizancjum, a to co wówczas powstało nie ma znaczenia w historii sztuki. Gdyby natomiast wyobrazić sobie sytuację przeciwnąː społeczeństwo wywłaszczone nawet ze swych grobów i cmentarny spokój, to okazałoby się, że w takich właśnie warunkach polscy muzycy, rzeźbiarze, malarze, architekci postawili w powietrzu gmach sztuki. Te dwa fakty ukazują jak bardzo sztuka nie zależy od tryumfalnych warunków, że królestwo nasze nie z tego tu świata.
I podobnie jak zadziwia dziś, że tak mało pielęgnowana niwa wydała tak bogaty plon, tak zadziwi społeczeństwo, które posiądzie środki wielorakiego przemysłu, tym, że kraj posiadł. Towarzyszyć temu powinien trzeci elememntː umiejętność oceny, to jest krytyka oddająca każdemu to co jest jego.